# Parafia Wszystkich Świętych w Rybitwach
Parafia Wszystkich Świętych w Rybitwach – jedna z 10 parafii w dekanacie Opole Lubelskie w rzymskokatolickiej archidiecezji lubelskiej.

## Parafia
W skład parafii wchodzi 8 wsi:
- Basonia
- Bór
- Nieszawa
- Niesiołowice
- Nietrzeba
- Rybitwy
- Spławy
- Studnisko

## Sąsiednie parafie
Parafia Kluczkowice, Parafia Józefów nad Wisłą, Parafia Prawno, Parafia Świeciechów (dekanat Urzędów)

## Historia parafii
Źródło: oficjalna strona archidiecezji lubelskiej

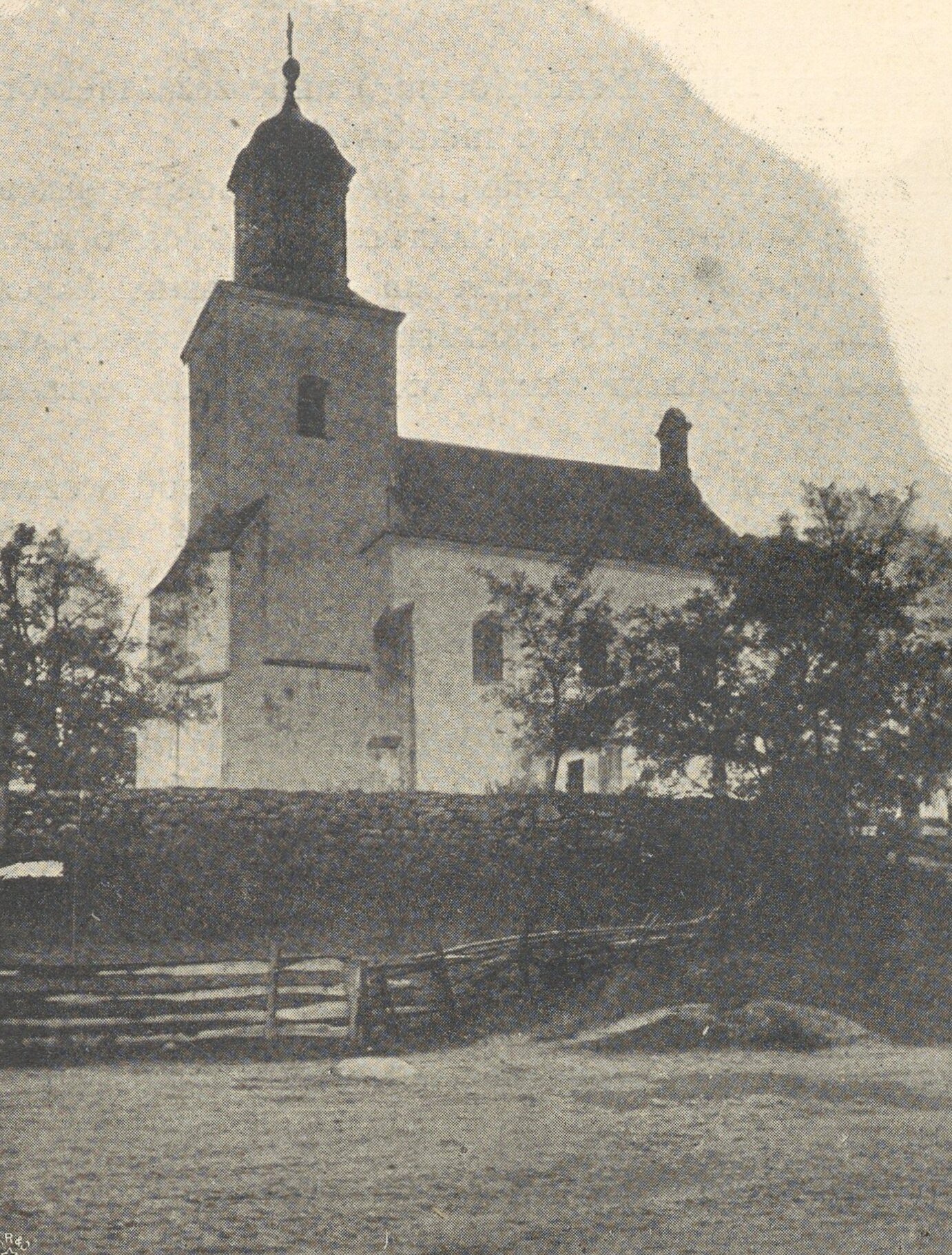
Widok kościoła przed 1908

Istniała już w 1326 r. Uposażenie stanowiła dziesięcina, pola uprawne, łąki i dochód z 2 karczm. Na skutek przejścia właścicieli Rybitw, Ossolińskich na kalwinizm był tu od lat 80. XVI w. do lat 40. XVII - silny ośrodek protestancki, zaś przed 1637 r. zaczął funkcjonować zbór kalwiński. Do końca XIX w. istniał przy parafii szpital dla ubogich, a w XVIII w. zaczęło działać bractwo szkaplerzne. W okresie przedrozbiorowym parafia należała do archidiakonatu zawichojskiego i obejmowała m.in. tereny parafii Józefów i Prawno. Stąd od dość dawna był przy kościele proboszcz i wikariusz.
W latach 1897–1917 siedziba parafii znajdowała się przy kościele pobernardyńskim w Józefowie. Na mocy dekretu bpa S. Wyszyńskiego z 3.11.1946 r. siedzibę parafii na stałe przeniesiono do Józefowa (stąd nazwa podwójna par. Józefów-Rybitwy). Kościół w Rybitwach pozostał świątynią rektoralną, mieszkał tu wikariusz par. Józefów-Rybitwy, będący równocześnie rektorem kościoła. Ponowna erekcja parafii nastąpiła 15.09.1975 r. dekretem bpa B. Pylaka.
Obecnie używany cmentarz grzebalny jest czynny od pocz. XX w., dawny zamknięto pod koniec XIX wieku.
Archiwum parafialne prowadzone od 1956 r. zawiera m.in. kroniki parafii, księgi metrykalne, księgi wizytacji biskupich. Dawne archiwalia, tzn. sprzed 1956 r. przeniesiono do parafii Józefów.